# Salvatore Bocchetti
Salvatore Bocchetti est un footballeur italien né le 30 novembre 1986 à Naples. Il évoluait au poste de défenseur central. Il s'est par la suite reconverti en entraîneur.

## Carrière

### Clubs

#### Débuts et révélation en Italie
Né à Naples, Bocchetti fait ses débuts chez les jeunes d'Ascoli en 2001. À l'âge de 18 ans, il est cédé en prêt à Lanciano en Serie C1 durant la saison 2005-2006. Il joue 22 matchs et marque son premier but.
L'année suivante il retourne dans son équipe d'origine, faisant ses débuts en Serie A. Il ne joue que deux rencontres en décembre 2006 (contre Palerme et le Chievo Verone) puis part au mercato d'hiver. En janvier 2007, Bocchetti est de nouveau prêté, mais cette fois-ci avec option d'achat d'une copropriété fixée à 400 000 €, au club de Frosinone en Serie B.
Titulaire, il prend part à 17 rencontres et inscrit notamment un doublé à la 40e journée du championnat dans la victoire contre Crotone (2-3). La saison suivante, il joue 38 matchs de Serie B et marque un but le 24 novembre 2007 contre Grosseto (4-1) et le 19 avril 2008 contre Mantoue (2-1).
En juin 2008, Frosinone acquiert pour 1,5 million d'euros l'entière propriété de Salvatore Bocchetti. Il ne restera pas longtemps à Frosinone puisqu'il est acheté encore avec la formule de la copropriété par le Genoa pour 2,2 millions d'euros.
Arrivé à Gênes, Gian Piero Gasperini en fait un titulaire indiscutable dans une défense à trois avec Giuseppe Biava et Matteo Ferrari à ses côtés pour l'épauler. Pour son retour en Serie A, il dispute 32 matchs, l'équipe termine à la 5e place.
Lors de la saison 2009-2010, il est associé à Emiliano Moretti et Sokrátis Papastathópoulos au sein de la défense du Genoa. Il joue 28 matchs de Serie A mais aussi 7 rencontres de Ligue Europa. Le 24 mars 2010, lors du match Genoa-Palerme (2-2), Bocchetti inscrit son premier but sous le maillot rouge et bleu.

#### Départ pour la Russie
En août 2010, il signe au club russe du Rubin Kazan. L'indemnité de transfert est de 9,5 millions d'euros. Il s'impose rapidement comme titulaire et marque son premier but sous ses nouvelles couleurs pour son deuxième match de championnat contre Alania Vladikavkaz (1-0).
La journée suivante, Bocchetti inscrit son second but lors du déplacement au Sibir Novossibirsk (2-2). Le joueur italien découvre la Ligue des champions et joue les 6 matchs de poule du Rubin Kazan, le club russe finit à la 3e place derrière le FC Barcelone et le FC Copenhague.
Le 2 octobre 2011, lors de la 26e journée de Premier-Liga, Bocchetti s'offre un doublé ; le deuxième de sa carrière, contre Tom Tomsk (0-2), sur un corner et un coup franc tiré par Bibras Natkho.
En janvier 2013, il signe en faveur du Spartak Moscou un contrat de quatre ans et demi. Le montant du transfert est évalué à 5 M€. Lors de l'été 2013, il est victime d'une rupture du ligament croisé antérieur et d'une déchirure partielle des ligaments latéraux extérieurs du genou droit qui l'éloigne durant de longs mois des terrains.
Son contrat avec le Spartak est rompu en juin 2019.

### Sélections
Salvatore Bocchetti débute en sélection espoirs lors du match Azerbaïdjian-Italie (0-2), le 25 mars 2008 à Bakou, match rentrant dans le cadre des qualifications pour l'Euro 2009.
En 2008, sous la direction de Pierluigi Casiraghi, il prend part avec l'équipe nationale olympique au Tournoi de Toulon, tournoi amical de jeunes, et aux Jeux olympiques de Pékin. Lors du tournoi olympique organisé en Chine, il joue quatre matchs. L'Italie s'incline en quart de finale face à la Belgique.
Le 22 mars 2009, il est convoqué par Marcello Lippi pour intégrer la Squadra Azzurra lors des confrontations contre l'Irlande et le Monténégro, mais il ne rentre pas en jeu.
En juin 2009, Bocchetti participe à l'Euro espoirs 2009 organisé en Suède, où les Azzurrini sont éliminés en demi-finale par l'Allemagne. Avec Marco Andreolli, il est le premier choix en défense centrale de Italie.
Le 10 octobre 2009, à 22 ans, il fait ses débuts avec la sélection italienne lors des qualifications au Mondial 2010, en remplacement de Grosso dans le match Irlande-Italie (2-2). Le 14 octobre, à Parme il joue pour la première fois en tant que titulaire, permettant à son équipe de s'imposer contre Chypre (3-2).
Le 1er juin 2010, son nom fait partie de la liste des 23 italiens sélectionnés par Marcello Lippi pour disputer le Mondial en Afrique du Sud. En amical, il dispute six minutes contre le Mexique (1-2) puis l'intégralité de la rencontre face à la Suisse (1-1). Durant le mondial, il officie comme remplaçant et n'entre pas en jeu.
Au total, il reçoit cinq sélections en équipe d'Italie.

## Palmarès
Équipe nationale :
- Vainqueur du Tournoi de Toulon en 2008 avec l'équipe d'Italie espoirs

En club :
- Champion de Russie en 2017 avec le Spartak Moscou
- Vainqueur de la Coupe de Russie en 2012 avec le Rubin Kasan
- Vainqueur de la Supercoupe de Russie en 2017 avec le Spartak Moscou